# Rák-köd
A Rák-köd (Messier 1, M1, NGC 1952) szupernóva-maradvány a Bika csillagképben. 1054-ben kínai és arab csillagászok megfigyeltek egy 23 napon át szabad szemmel is látható szupernóvát (SN 1054); ennek a maradványa a Rák-köd. Nevét onnan kapta, hogy az 1844-ben Lord Rosse által készített rajzon nagyon hasonlított egy rákra, azonban amikor később nagyobb távcsövekkel is megvizsgálták, akkor egészen másmilyennek tűnt, de addigra már rögzült a Rák-köd elnevezés.
6500 fényév távolságra fekszik a Földtől, átmérője 11 fényév és másodpercenként 1500 km-rel növekszik. Központjában egy 16m fényességű neutroncsillag (pulzár) található, melyet 1968-ban fedeztek fel. Ez másodpercenként 30-szor fordul meg a tengelye körül, és rendkívül erős rádióhullámokat bocsát ki magából. 1969-ben ezt a villogást az optikai tartományban is kimutatták.

## Felfedezése
A ködöt 1731-ben fedezte fel John Bevis angol orvos és amatőrcsillagász, aki Uranographia Britannica nevű atlaszába is felvette. Charles Messier Bevistől függetlenül szintén felfedezte 1758. augusztus 28-án, miközben egy két héttel korábban felfedezett üstököst követett. Messier először üstökösnek nézte, de hamar rájött, hogy nincsen megfigyelhető mozgása és ködös fénye is más, mint az üstökösöké. 1758. szeptember 12-én katalogizálta a ködöt; ezen objektum felfedezése indította el a róla elnevezett Messier-katalógus összeállítását. Miután Messier 1771-ben egy levélből tudomást szerzett Bevis korábbi felfedezéséről, elismerte annak elsőségét.
Az első fényképet 1892-ben, az első színképet 1914-ben készítették az égi objektumról.

## Fizikai tulajdonságok
Látható fényben a Rák-köd nagyjából ovális alakú filament-tömeg, melynek hossza 6 ívperc, szélessége 4 ívperc és egy diffúz kék központi régiót vesz közre. A filamentek az egykori csillag atmoszférájának maradványai és főleg ionizált héliumból és hidrogénből állnak, kisebb mértékben szénből, oxigénből, nitrogénből, vasból, neonból és kénből. A filamentek hőmérséklete 11 000 és 18 000 K közötti, sűrűségük kb. 1300 részecske/cm³.
1953-ban Joszif Sklovszkij felvetette, hogy a diffúz kék fénylést főleg a fénysebesség felével körpályán mozgó elektronok sugárzása, a szinkrotronsugárzás okozza. Három évvel később ezt megfigyelésekkel is megerősítették. Az 1960-as években kiderítették, hogy az elektronok körpályájának forrása az erős mágneses mező, amelyet a köd közepén lévő neutroncsillag állít elő.
A Rák-köd jelenleg 1500 km/s sebességgel tágul.

## Központi csillag
A Rák-köd közepén két halvány csillag található, ezek közül az egyik a felelős a köd létezéséért. 1942-ben azonosították, amikor Rudolf Minkowski azt találta, hogy optikai spektruma nagyon szokatlan. A csillag körüli térségből erős rádiósugárzást figyeltek meg 1949-ben és röntgensugárzást 1963-ban. 1967-ben felfedezték, hogy a gamma tartományban ez az égbolt egyik legfényesebb objektuma. 1968-ban megtalálták a gyors pulzusokban sugárzó csillagot, amely az első felfedezett pulzárok közé tartozott és az első, amelyet szupernóva-maradványként azonosítottak.
A pulzárok erős elektromágneses sugárzás forrásai, amelyet rövid, szabályos pulzusokban bocsátanak ki másodpercenként sokszor. A Rák-köd központi csillaga 0,033 másodperces periódusidővel pulzál, a pulzárkatalógusban NP 0532 számon tartják nyilván. 1967-es felfedezésük idején nagy rejtélynek tartották, az elsőt megtaláló csoport valószínűnek tartotta, hogy a szabályos jelek egy fejlett civilizációtól származnak. A Rák-köd közepén felfedezett pulzáló rádióforrás bizonyította, hogy a pulzárok szupernóva robbanások során jönnek létre. Ma már gyorsan forgó neutroncsillagoknak tartják, amelyek erős mágneses tere keskeny sugárba gyűjti az emissziót.

## Megfigyelése
Szabad szemmel nem látszik. Decembertől márciusig kereshető a Dzéta Tauri csillagtól (Bika déli szarva) kb. 1 fokra északkeletre. A hajnali égen már augusztusban is megpillantható Magyarországról. Alacsony felületi fényessége miatt kis távcsövekkel nehéz megfigyelni, kevés részletet mutat.
- Rektaszcenzió: 5h 34,5m
- Deklináció: +22° 01'
- Látszólagos fényesség: 8,4m
- Látszólagos kiterjedés: 6' x 4'

A Messier-maraton során az M78 után és az M35 előtt célszerű megkeresni.